# 四道壁理論

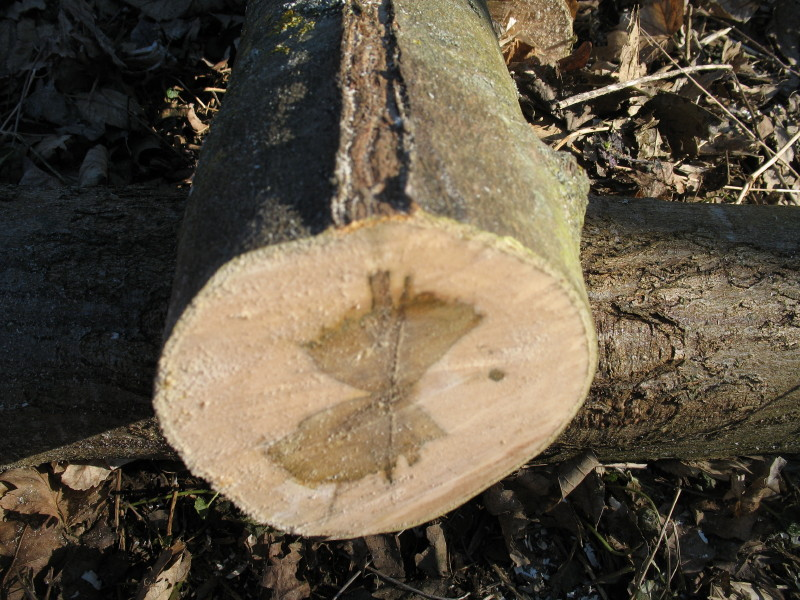
四道壁在5年挪威楓形成的例子, 圖中暗色的部份圓周向和徑向上形成防禦壁。

四道壁理論又稱為樹木區隔理論（英語：Compartmentalization of decay in trees，英文縮寫：CODIT），是由Alex Shigo博士經過多年的樹木腐朽形態研究所提出的，這個概念現在普遍在現代樹木栽培中被接受。
當樹木被受傷時，真菌從樹木的外傷口入侵，在不同的時間以不同的方式感染，樹木的纖維素和木質素分解使樹木發生腐爛，在樹木當中感染的方式受到導管排列分向和植物所產生的四道壁阻隔，使樹木的腐爛受現在一定的範圍內。
- 第一道壁會透過將木質部導管塞住來防止腐朽菌垂直蔓延。
- 第二第壁會用比較緊實的晚材細胞以及細胞中沉積的化學物質，來對抗腐朽菌向內擴散。
- 第三道壁則會活化放射細胞來限制腐朽菌橫向擴展。這三道壁會形成反應區。
- 第四道壁是在樹木受傷後形成的下一層木材(新木材組織)，它能夠抵禦腐朽向外擴散。第四道壁是屏障區。

在抵抗腐朽的能力上，第一道壁是最脆弱；而第四道壁是最強壯的。有時樹木無法抵禦具有強侵略性的腐朽菌。第一、二、三道壁很有可能會被攻破，導致腐朽蔓延至樹木內部，形成空洞。但第四道壁就很少被突破了，只是某些真菌仍有攻破防線的可能。屏障區在化學上很強韌，但在結構上卻相對脆弱；因為擔任第四道壁中結構一角的薄壁射線細胞並非連續性的排列。樹木在對抗腐朽入侵到新長的木材時，也有可能會產生裂紋和龜裂。